# Dewoitine D.21
Dewoitine D.21 là một loại máy bay tiêm kích của Pháp trong thập niên 1920.

## Quốc gia sử dụng
Argentina
- Không quân Argentina
- Hải quân Argentina
  - Không quân Hải quân Argentina

 Tiệp Khắc
 Paraguay
- Không quân Paraguay

 Switzerland
 Thổ Nhĩ Kỳ
- Không quân Thổ Nhĩ Kỳ

## Tính năng kỹ chiến thuật
Dữ liệu lấy từ 
Đặc điểm tổng quát
- Kíp lái: 1
- Sức chứa: 1
- Chiều dài: 7.64 m (25 ft .75 in)
- Sải cánh: 12.8 m (41 ft 0 in)
- Chiều cao: 3 m (10 ft 10.75 in)
- Diện tích cánh: 24.8 m2 (266.95 ft2)
- Trọng lượng rỗng: 1.090 kg (2.403 lb)
- Trọng lượng có tải: 1.580 kg (3.483 lb)
- Powerplant: 1 × Hispano-Suiza 12Gb, 373 kW (500 hp) mỗi chiếc

Hiệu suất bay
- Vận tốc cực đại: 270 km/h (168 mph)
- Tầm bay: 400 km (249 dặm)
- Trần bay: 8991,6 m (29.500 ft)

Vũ khí trang bị
- 2 × Súng máy Vickers 7,7 mm (0.303 in)
- 2 × súng máy Darne 7,5 mm (0.295 in)